# Боја Форназе (Верона)
Боја Форназе је насеље у Италији у округу Верона, региону Венето.
Према процени из 2011. у насељу је живело 64 становника. Насеље се налази на надморској висини од 292 м.